# Charles Saint-Prot
Charles Saint-Prot, geopolítico francés, jurista y Doctor en Ciencia Política, es director del Observatorio de Estudios Geopolíticos (OEG, www.etudes-geopolitiques.com) en París, redactor jefe de la revista Études géopolitiques . Consultor e investigador especializado en relaciones internacionales, en particular sobre el Mundo árabe y sobre el islam a la Facultad de Derecho París Descartes.
Dr Charles Saint-Prot es autor de numerosas obras de referencia traducidas a varias lenguas: Le nationalisme arabe (1995, Histoire de l'Irak (1999),La pensée française(2002), La politique arabe de la France (2007), Quelle Union pour quelle Méditerranée? (dir., 2008), Islam. L’avenir de la Tradition entre révolution et occidentalisation (2008).